# Apollon servi par les nymphes
Pour les articles homonymes, voir Chevaux du Soleil (homonymie).

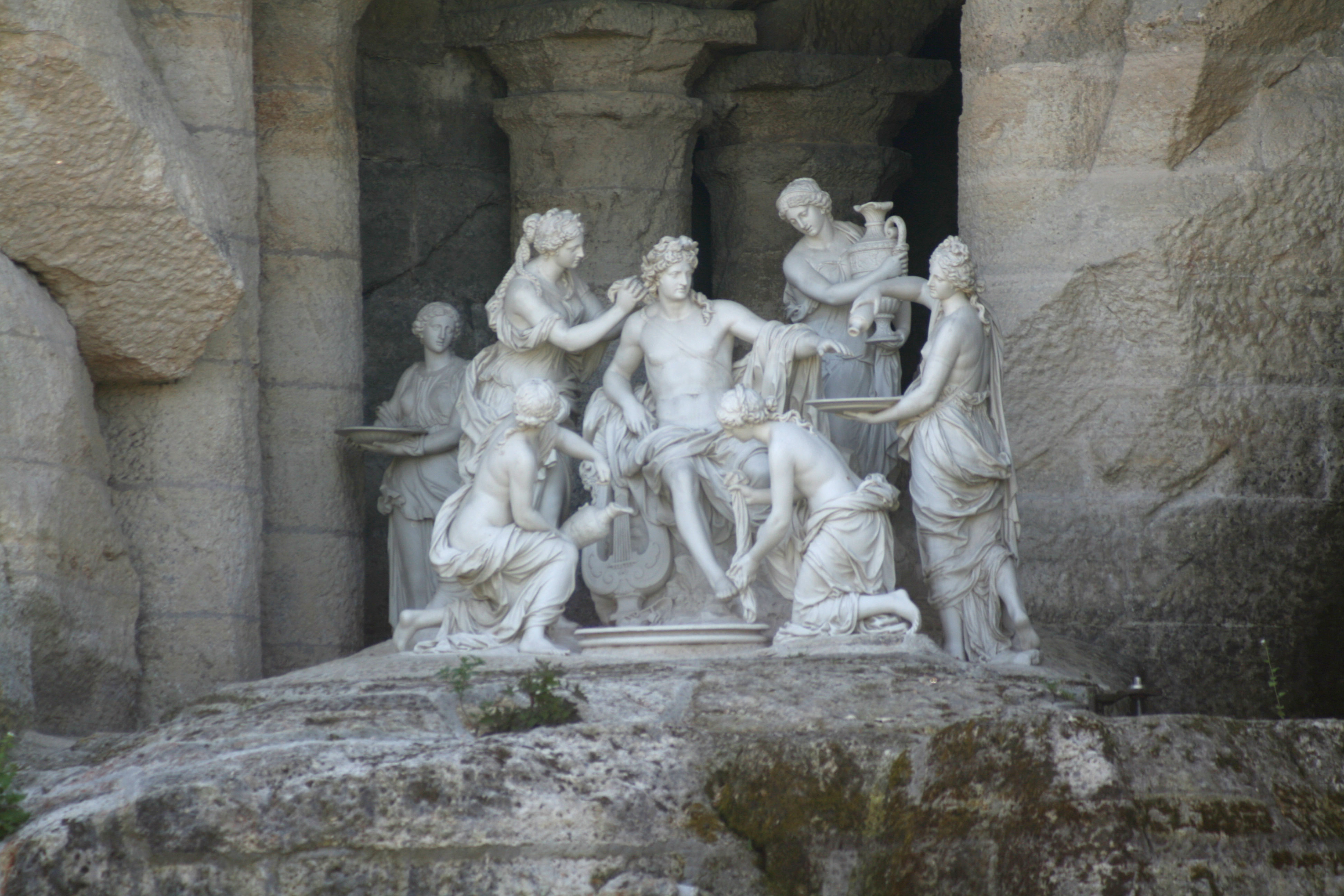
Apollon servi par les nymphes dans la configuration de 1781

Apollon servi par les nymphes est un groupe de sept statues en marbres réalisées en 1666 par François Girardon et Thomas Regnaudin pour la Grotte de Téthys au château de Versailles. Ils sont accompagnés par les chevaux du Soleil, deux groupes signés par Gilles Guérin pour l'un et les frères Marsy pour l'autre. 
La grotte est détruite en 1684 et l'ensemble des sculptures sont déplacées en 1704 pour constituer la première version du bosquet des Bains-d'Apollon. En 1781, Hubert Robert réalise l'aménagement actuel mettant en valeur Apollon servi par les nymphes et les chevaux du soleil. Les statues sont remplacées par des copies en  2008.
Il s'agit sans conteste d'un des groupes les plus importants de la statuaire versaillaise à l'époque moderne. La figure d'Apollon, qui s'inspire librement de celle de l'Apollon du Belvédère, reprend également les traits de Louis XIV, ce qui permet aux deux artistes de réaliser un véritable manifeste de la sculpture moderne. Le dieu solaire prend ainsi un repos bien mérité et reçoit les soins que lui prodiguent les nymphes, alors que ses coursiers sont pansés et abreuvés. Le lien avec le roi est évident : on met ainsi en avant son infatigable travail quotidien au service du royaume.
Au fil du temps, il subit des dégradations donnant lieu à des restaurations successives. Les dernières atteintes datent des années 2000, tant dues au vandalisme qu'à la pollution. Après constatation des dégâts, Alexandre Maral, conservateur chargé des sculptures, a mis le groupe à l'abri dans la Petite Écurie en 2008.
En 2023, à l'instigation de Laurent Salomé, directeur du musée des châteaux de Versailles et Trianon, le groupe a été installé en place d'honneur au rez-de-chaussée du Château, à deux pas de son ancien emplacement. A cette occasion, son socle a été reconstitué à partir d'éléments retrouvés dans les réserves. Les deux groupes latéraux l'ont suivi.